# Dietrich Elchlepp
Dietrich Elchlepp (ur. 7 marca 1938 we Fryburgu Bryzgowijskim) – niemiecki polityk, deputowany do Bundestagu, poseł do Parlamentu Europejskiego IV kadencji.

## Życiorys
Z wykształcenia handlowiec oraz prawnik. Pracował m.in. jako radca w jednym z ministerstw, był też wykładowcą w Pädagogische Hochschule Freiburg. W połowie lat 60. zaangażował się w działalność polityczną w ramach Socjaldemokratycznej Partii Niemiec. W 1976 objął mandat posła do Bundestagu VII kadencji w miejsce deputowanego Erhard Epplera, który wykonywał przez kilka miesięcy. W latach 1996–1999 sprawował mandat eurodeputowanego, zasiadając we frakcji Partii Europejskich Socjalistów. Pozostał później aktywnym działaczem SPD w Denzlingen.